# Palazzo delle Poste (Arezzo)

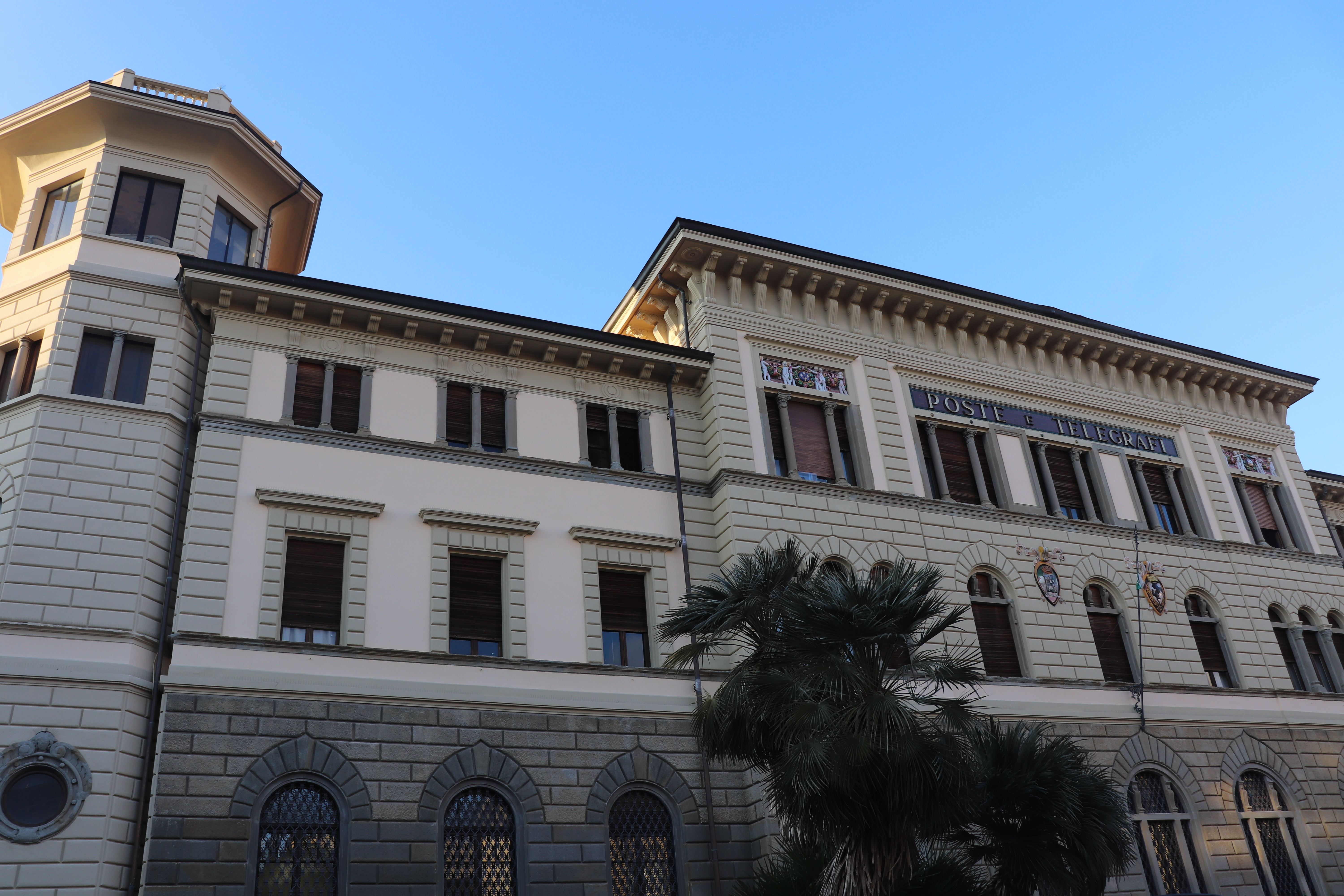
Palazzo delle Poste

Il Palazzo delle Poste è un edificio situato in via Guido Monaco, 34 ad Arezzo.

## Storia
Una prima idea per il palazzo delle Poste, previsto con una lunghissima facciata in stile vagamente neogotico saldata senza soluzioni di continuità all'attiguo Teatro Petrarca, risale al 1885 ed è firmata dall'Ufficio Tecnico comunale.
L'incarico di un nuovo progetto venne affidato nel 1913 all'ingegnere comunale Umberto Tavanti, che nel 1915 presenta una proposta in chiave neorinascimentale, con il fronte tripartito, coronato da un pesante cornicione aggettante e concluso da una torretta poligonale sull'angolo tra le vie G. Monaco e G. Garibaldi.
Secondo una Relazione del 13 aprile 1920, i lavori di costruzione vennero divisi in tre lotti: di preparazione, sbancamento e fondazione, eseguiti tra il 1920 e il 1924; di lavori murari dal piano dello spiccato, realizzati tra il 1924 e il 1927; di completamento e finiture, compiuti tra il 1928 e il 1929. Il terzo ed ultimo lotto di lavori fu autorizzato dal ministro Araldo di Crollalanza con i decreti n° 948 del 25/2/1928, n° 1694 dell'11/3/1929 e n° 3700 del 31/5/1929.
Le opere murarie vennero affidate per il primo lotto di lavori all'Impresa Giovanni Mazzi, con contratto del 19 luglio 1921, e successivamente, con contratti dell'8 novembre 1927 e del 17 gennaio 1928, all'Impresa Mazzi Felice di Giovanni.
I marmi delle pavimentazioni e delle zoccolature furono forniti dall'Impresa Leopoldo Maccari, con contratto del 31 agosto 1928; le opere in ferro e le opere in legno vennero affidate in data 7 gennaio 1928 rispettivamente alla ditta Bastanzetti Dyalma e alla ditta Migliarini Virgilio; le persiane in legno vennero fornite dall'Impresa Società Anonima ing. Astalfoni, secondo il contratto del 25 giugno 1928, i mobili per i saloni del pubblico e del telegrafo furono opera dell'Impresa Ciofini Antonio con contratto del 25 maggio 1929.
Infine, le decorazioni pittoriche e i soffitti in legno e ceramica vennero eseguiti in economia dalla Manifattura Chini di Borgo San Lorenzo. Con il progettista vennero stipulate ben sette convenzioni tra il 1922 e il 1930.
La realizzazione è databile al 1925. Nel 1963 ha subito diversi interventi di restauro.

## Descrizione

### Ubicazione
Imponente e rappresentativo, l'edificio sorge lungo la via G. Monaco, uno degli assi principali della città, di collegamento tra le due piazze G. Monaco, limitrofa alla stazione ferroviaria, e S. Francesco, nel cuore del centro antico.
Arretrato rispetto alla strada e preceduto da uno slargo che ne accentua la monumentalità, l'edificio fa angolo con la via G. Garibaldi rispetto alla quale lo spazio antistante è rialzato di diversi gradini per il dislivello di quota e delimitato da una balaustrata in pietra a pilastrini; l'angolo tra le due vie è segnato da un albero ad alto fusto davanti al quale si trova attualmente un chiosco prefabbricato per edicola, che compromette la visuale dell'edificio dal rettifilo.
Sul retro, il palazzo prospetta sulla Piazza del Popolo con il fronte elevato di un piano in più rispetto a quello sulla via G. Monaco, mentre sul lato destro è separato dal Teatro Petrarca da un chiassino detto la Scaletta.

### L'esterno
Di impianto rettangolare, con torretta poligonale posta a cerniera tra il fronte principale e il fronte laterale su via G. Garibaldi, il palazzo si eleva lungo la via G. Monaco su tre piani fuori terra e presenta un lungo fronte scandito in tre settori con la parte centrale avanzata e rialzata rispetto alle ali.
La caratterizzazione in chiave neorinascimentale è evidente nella perimetrazione e nel rivestimento dei fronti a finto bugnato liscio, esteso sia all'intero piano terreno che al primo piano del settore centrale, nel rafforzamento a bozze rustiche della parte basamentale dei fronti laterale e posteriore, nel cornicione di coronamento in forte aggetto sostenuto da mensolotti.
Identica ispirazione si rivela nel disegno e nella combinazione delle aperture incorniciate - centinate e tripartite al piano terreno e nel settore centrale del primo piano, architravate e tripartite all'ultimo piano del fronte principale, rettangolari con mostra in finta pietra nelle ali e nei fronti laterali e posteriore - e negli interventi decorativi della facciata, come i due stemmi in ceramica colorata tra le finestre del primo piano e i pannelli in ceramica policroma, eseguiti dalla Manifattura Chini di Borgo San Lorenzo, con putti e festoni robbiani.
Il fregio centrale in piastrelle di ceramica rossa con bordo in colore contrastante reca la scritta cubitale Poste e Telegrafi.
La sostanziale omogeneità dei fronti si interrompe nella definizione della torretta angolare, dove il rivestimento a finto bugnato è pressoché totale ma dove il linguaggio classicista viene meno nella scelta della forma circolare per i tre finestroni del primo livello, sottolineate da una spessa incorniciatura con volute superiori.

### L'interno
L'interno presenta un impianto distributivo di estrema semplicità, con un atrio di ingresso su cui si aprono a destra e a sinistra i due saloni al pubblico mentre sul fondo una vetrata con infisso in legno immette nel vano dello scalone marmoreo e nella zona riservata agli uffici, aperti in fregio ad un corridoio centrale.
Lo scalone, a due rampe principali con una terza breve rampa di raccordo, conserva la ringhiera originale in ferro battuto con corrimano in legno; originali risultano anche le inferriate "a mandorlato" in ferro battuto che proteggono le finestre a pian terreno, molte delle pavimentazioni in marmo e in grès ceramico, gli infissi interni in legno e vetri piombati ed alcuni arredi (tavoli, sedie, panche e scrivanie) nei saloni al pubblico. In quest'ultimo si dispiegano vistosi interventi decorativi tipicamente chiniani, in cui la riproposizione dei modelli della tradizione toscana rinascimentale (soffitti cassettonati, putti e festoni sulle pareti) non sfugge ad un serpeggiante ma ormai abusato e tardivo gusto liberty.
L'atrio di ingresso presenta una intelaiatura di lesene in finta pietra con cornice superiore che segna la base della soffittatura a cassettoni in legno dipinto con rosette in ceramica, con al centro una grande formella quadrata ornata dalla figura di un cavallo rampante incorniciata in ceramica policroma; la pavimentazione è in marmo bordata da fasce perimetrali di colore contrastante.
Le aperture sulle pareti laterali, sovrastate da una cornice in finta pietra, immettono nei due saloni per il pubblico, arricchiti dalle pavimentazioni in marmo, dalle soffittature in legno e ceramica e da decorazioni pittoriche parietali, in una eclettica combinazione non priva di un certo fascino.
Nel salone di sinistra, illuminato da tre grandi finestre ad arco protette da inferriate in ferro battuto e pavimentato in marmo chiaro con bordo perimetrale in marmette rosse a scacchiera, viene ripetuta ed accentuata l'intelaiatura a lesene, questa volta scanalate, che segnano i passaggi angolari e gli assi fra le arcate che circoscrivono il perimetro interno del vano e che su due lati costituiscono gli sportelli per i servizi al pubblico.
Le arcate sono collegate da una fascia che corre all'altezza dell'imposta, mentre una notevole cornice superiore raccorda l'intera intelaiatura; sul cornicione sono applicati inoltre i mensolotti a volute che sostengono le travi in legno con vivaci inserti in ceramica del pesante soffitto a cassettoni, ornati da festoni, frutti e rosette centrali ancora in ceramica policroma.
Al centro del soffitto, una grande formella quadrata con incorniciatura ceramica a frutti reca il brillante dipinto della figura alata di Mercurio circondata da un rosone in ceramica, mentre sulle pareti, negli spazi tra gli elementi "strutturali" in finta pietra, il fondo scuro è animato dalla pittura di angiolini, festoni e nastri svolazzanti, riproposizione di motivi già abbondantemente utilizzati da Galileo Chini a partire dalla fine dell'Ottocento.
Più dimesso si presenta il salone di destra, in origine destinato al telegrafo, dove la decorazione pittorica, della più varia ispirazione stilistica, si concentra intorno alle due porte sulla parete di fondo - ornate da sovrapporta a cartiglio e da festoni di verzura sui lati -, al portale di comunicazione con l'atrio - commentato da minute cornici medievaleggianti - e nella fascia blu intenso con motivi alternativi di vasi e di isolatori elettrici che segna la conclusione della zoccolatura parietale.
Oltre alla pavimentazione in marmettoni bianchi e rossi disposti a scacchiera in diagonale, non manca anche in questa sala la soffittatura a cassettoni, segnata alla base da una cornice lignea scolpita a palmette e ornata al centro da una grande formella rettangolare con stemma circolare affiancato da due pannelli intagliati con putti, festoni e nastri - riproposizione di un motivo usato più di vent'anni prima da Galileo Chini nella decorazione del soffitto del vano scala del vicino ex-palazzo della Cassa di Risparmio.

## Fortuna critica
Raro caso di costruzione ex novo all'interno del centro storico cittadino, il palazzo delle Poste è segnalato soprattutto per l'apparato decorativo, "particolarmente degno di attenzione".